# Cupania inaequilatera
Cupania inaequilatera är en kinesträdsväxtart som beskrevs av G. Guarim Neto. Cupania inaequilatera ingår i släktet Cupania och familjen kinesträdsväxter. Inga underarter finns listade i Catalogue of Life.